# Mercy on Me
Mercy on Me – piosenka gospelowa pochodząca z piątego studyjnego albumu amerykańskiej wokalistki Christiny Aguilery zatytułowanego Back to Basics (2006). Utwór napisany został przez Aguilerę i Lindę Perry oraz wyprodukowany przez samą Perry.
Jest to zagrana na fortepianie ballada, w której wykonawczyni zwraca się do Boga z prośbą o odpuszczenie grzechów. Odbiór utworu przez dziennikarzy muzycznych był niemal uniwersalnie pozytywny. Krytycy szczególnie ciepło ocenili nastrojowy tekst piosenki oraz interpretację wokalną Aguilery, z korzystnymi opiniami spotkała się także instrumentalna aranżacja piosenki. Niektórzy podkreślali analogiczność między „Mercy on Me” oraz twórczością nowojorskiej piosenkarki Fiony Apple. Tematyka nagrania i jego spowiedniczy charakter zostały uznane za ambitne i dojrzałe. Wśród recenzji pojawiały się głosy mówiące o „Mercy on Me” jako najlepszym utworze zawartym na płycie Back to Basics.

## Informacje o utworze
Piosenka powstała w 2006 roku w Kalifornii, nagrywana w Kung Fu Gardens – pracowni studyjnej w Północnym Hollywood, a miksowana w budynkach Conway Studios, także w Los Angeles. Jest to jeden z dziewięciu utworów zawartych na wtórym dysku dwupłytowego krążka Aguilery Back to Basics (2006). Linda Perry jest producentką oraz współautorką wszystkich tych kompozycji. „Mercy on Me” jest balladą w stylu muzyki gospel, korzystającą również ze środków artystycznych typowych dla piano jazzu. W utworze podmiot liryczny, po utracie wiary, prosi Boga o przebaczenie, przyznaje się do popełnionego grzechu, wyznaje żal i skruchę po tym, jak zostawił swojego mężczyznę „załamanego”, „w szczątkach”. Podmiot czuje się czuje się zgubiony i oczekuje boskiej pomocy; wyznaje, że „stracił wiarę w swojej słabości”, a „Szatan rwie się z jego serca bojowniczo”. Ze względu na motyw utraty ukochanego tekst piosenki porównywalny jest do innej ballady z Back to Basics, wydanej na singlu „Hurt”. „Mercy on Me”, choć nigdy nie stał się wydawnictwem singlowym, w drugiej połowie 2006 trafił na publikowaną przez magazyn Billboard listę przebojów European Hot 100 Singles, plasując się na miejscu sto czterdziestym. W 2007 roku nagranie znalazło się na albumie kompilacyjnym Christina Aguilera – Greatest Hits, wydanym przez Star Mark w Rosji. Aguilera nigdy nie wykonała piosenki „Mercy on Me” na żywo.

### Obecność w kulturze masowej

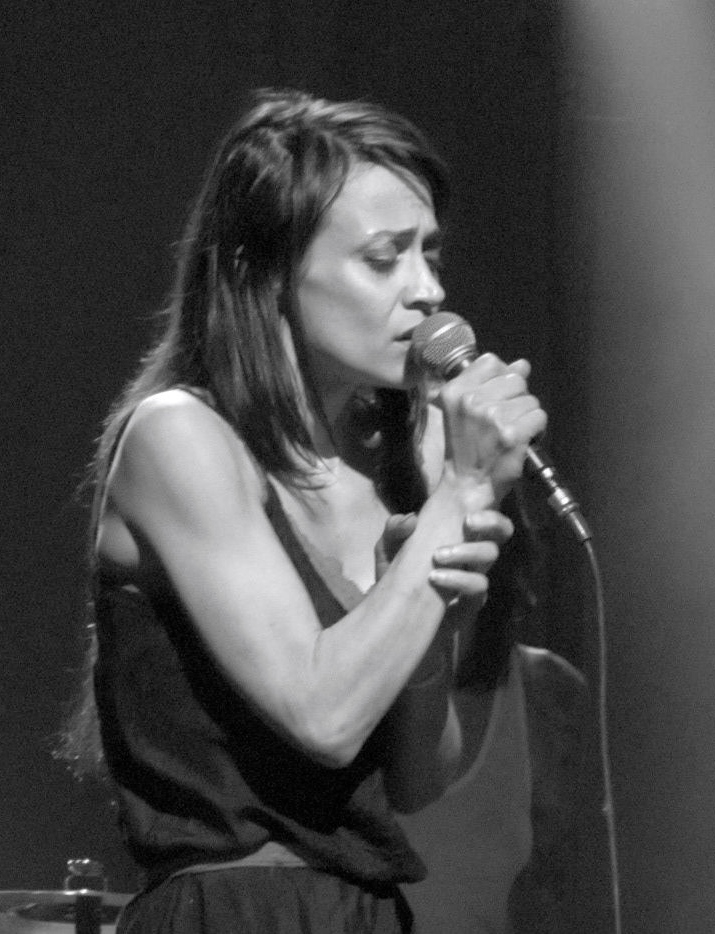
Poszczególni krytycy porównali utwór do twórczości nowojorskiej artystki Fiony Apple.

W 2018 roku utwór został wykonany przez uczestniczki programów typu talent show: The Voice of China (中国好声音) oraz X Factor România.

## Opinie
Według redaktorów strony internetowej the-rockferry.onet.pl, „Mercy on Me” to jedna z trzech najlepszych kompozycji nagranych przez Aguilerę w latach 1997–2010. Erin Strecker z magazynu Billboard wskazała nagranie jako jedną z pięciu najbardziej niedocenionych piosenek w karierze wykonawczyni. W sierpniu 2017 użytkownicy serwisu xtina.red uznali „Mercy on Me” za najlepszą piosenkę w całej dyskografii Aguilery. Artystka muzyczna Demi Lovato wyznała, że jest to jeden z jej trzech ulubionych utworów nagranych przez Aguilerę.

### Recenzje
Kompozycja spotkała się z niemal uniwersalnym uznaniem krytyków muzycznych. W omówieniu dla witryny internetowej AllMusic Stephen Thomas Erlewine napisał: „Gdy Aguilerze udaje się odbiec od szablonu Madonny, wędruje na terytoria drugiego albumu Fiony Apple – ze swoją rozbrzmiewającą, fortepianową melodią ‘Mercy on Me’ jest łudząco podobny do dowolnie wybranej piosenki z When the Pawn Hits the Conflicts He Thinks Like a King (1999)”. Michael Fraiman, recenzent pracujący dla serwisu cinemablend.com, uznał, że „Mercy on Me” to muzyczna spowiedź Aguilery, w której przyznaje się ona do własnej wrażliwości. W swojej recenzji Fraiman podkreślił kontrast między „Mercy on Me” a singlowym „Candyman”, przesiąkniętym seksualną wymową. Autorka witryny internetowej o nazwie Music is a Way of Survival przyznała, że pochodzące z albumu Back to Basics ballady „Mercy on Me” i „Hurt” potwierdzają ogromne możliwości wokalne Aguilery. Zdaniem Zuzanny Ziomeckiej (AllAboutMusic.pl), kompozycja „zwala z nóg” i sprawia, że „po plechach przechodzą ciarki”. Ziomecka szczególnie chwaliła śpiew Aguilery, tekst piosenki oraz chórki z początku ballady, stanowiące „genialny wstęp do tego, co będzie dalej”, dodając także, że przy „Mercy on Me” blakną inne utwory z Back to Basics. Mike Joseph (PopMatters.com) wskazał omawianą kompozycję jako najwybitniejszy utwór zawarty na piątym studyjnym albumie Aguilery. „Jeśli przyjąć, że na tej płycie są momenty niepotrzebnych popisów wokalnych, ‘Mercy on Me’ jest jednym z utworów, w których każdy krzyk, wrzask i płacz jest uzasadniony. Okazuje się, że Christina zdolna jest porzucić stylistykę pop i R&B, by przyjąć spowiedniczą, szczerą postawę, godną Fiony Apple” – argumentował Joseph.
Amanda Murray z witryny Sputnikmusic.com stwierdziła, że w „Mercy on Me” „Aguilera eksploruje powolny, delikatny piano jazz” i „chociaż utwór nie jest tak efektowny, jak nagrania otwierające drugi dysk Back to Basics, to nadal olśniewa”. Dziennikarz współpracujący ze stroną Amazon.com opisał piosenkę jako „ciekawą i nieoczekiwaną” oraz okrzyknął ją „ukłonem w stronę Fiony Apple. Redaktorzy serwisu uncloudydays.com umieścili balladę na liście dziesięciu najlepszych piosenek gospel 2006 roku. W rozległym przypisie uzasadnili swój wybór: „Kto powiedział, że seksowne, niegrzeczne blondynki nie mogą kochać Jezusa i tworzyć niesamowity gospelowy lament, który zmiecie każdego, kto spróbuje z nimi rywalizować? W tej średniego tempa popowo-rockowej śpiewce z bluesowym zacięciem Aguilera woła o odpust dla swoich grzeszków. Artystka przekracza kilka wyznaniowych granic, wołając do Jezusa, Boga, a nawet Maryi. Jej burzliwa przeszłość oraz radość, słyszalna w wykonaniu samodzielnie napisanego utworu, sprawiają, że przekaz staje się jeszcze bardziej autentyczny”. Dziennikarz związany ze stroną meetinmontauk.com, omawiając „Mercy on Me”, docenił popisy wokalne Aguilery, instrumentalny charakter utworu oraz nastrojowy tekst. Jego zdaniem, utwór napisany jest w tradycji nagrań Fiony Apple. W mieszanej recenzji dla pisma The Guardian Dorian Lyskey napisał, że „kościelne wyznania w ‘Mercy on Me’ są oklepane i przegotowane, lecz przynajmniej wykonawczyni ballady brzmi przekonująco”.

## Twórcy
- Główne wokale: Christina Aguilera
- Producent: Linda Perry
- Autor: Christina Aguilera, Linda Perry
- Gitara basowa: Paul Ill
- Bęben: Nathan Wetherington
- Fortepian i gitara: Linda Perry
- Skrzypce: Alyssa Park, Josefina Vergara, Amy Wickman, Marisa Kuney, Radu Pieptea, Audrey Solomon, Alwyn Wright, Terry Glenny, Melissa Reiner, Marcy Vaj, Susan Chatman, Isabelle Senger, Ami Levy, Cameron Patrick, Anna Stafford
- Altówka: Leah Katz, Marda Todd, David Sage, Darrin McCann, Tom Tally
- Organy Hammonda: Damon Fox
- Wiolonczela: Richard Dodd, Matt Cooker, John Krovoza, Victor Lawrence, Diego Miralles
- Kontrabas: Jason Torreano, Francis Senger
- Dowodzący instrumentami: Eric Gorfain, Christopher Anderson-Bazzoli
- Koncertmistrz: Daphne Chen
- Chórki: Linda Perry, Barbara Allen, Richard Redd, Cheryl Brown, Esther Marie Austin, Rochelle Rawls, Vernon Keith Allen, Yvette Andrews Mitchell, Roseland Holmes, Debra Gates, Sonya Byous, Bonita Brisco, Traneen Young
- Inżynier dźwięku: Linda Perry, współpr. Chris Wonzer
- Obsługa edytora Pro Tools: Andrew Chavez
- Mixer: Peter Mokran, współpr. Seth Waldmann, Sam Holland

## Pozycje na listach przebojów
| Region   | Notowanie (2006–2022)  | Wydawca     | Najwyższa pozycja |
| -------- | ---------------------- | ----------- | ----------------- |
| Bułgaria | Airplay Chart (Daily)  | Soundcharts | 40                |
| Bułgaria | Airplay Chart (Weekly) | Soundcharts | 144               |
| Europa   | Hot 100 Singles        | Billboard   | 140               |
| Polska   | Airplay Chart          | Soundcharts | 165               |